# Márinka
Márinka (en ucraniano: Мар'їнка; en ruso: Марьинка, romanizado: Máryinka) es una ciudad ucraniana perteneciente al óblast de Donetsk. Situada en el este del país, es parte del raión de Pokrovsk y centro del municipio (hromada) homónimo.
Durante la invasión rusa de Ucrania la ciudad ha resultado ampliamente destruida como resultado de los continuos combates. El 26 de diciembre de 2023, la ciudad fue ocupada en su totalidad por las tropas rusas, información que fue confirmada por el Estado Mayor de las Fuerzas Armadas de Ucrania.

## Geografía
Márinka se encuentra 24 km al oeste de Donetsk. 

## Historia

### Origen
El área que ahora es Marinka era parte de la palanka de Kalmius, una división administrativa del siglo XVIII del Sich de Zaporiyia. Después de la liquidación del Sich en 1775, el área que hoy es Márinka se incluyó en las tierras otorgadas a los colonos griegos, pero Márinka en sí permaneció sin desarrollar en la década de 1830. 
Los antiguos cosacos ucranianos y los siervos estatales de varios condados de las gobernaciones de Poltava y Járkov comenzaron a mudarse durante la década de 1840. Los polacos de las gobernaciones de Kiev y Podolia también fueron exiliados a lo que hoy es Márinka después de las particiones de Polonia a finales del siglo XVIII. Mientras los siervos del estado trabajaban tierras comunales, los polacos exiliados eran considerados odnodvortsy (terratenientes). Administrativamente, Márinka pertenecía al uyezd de Aleksandrovsk en la gobernación de Yekaterinoslav. La administración de la aldea estaba formada por un starshyna (jefe de la aldea), un recaudador de impuestos, un secretario y un supervisor.

### SigloXX
El 16 de abril de 1920, Maryinka entró en el uyezd de Yuzovka de la gobernación del Donets. En 1932 se creó en Márinka una estación de máquinas y tractores (MTS), que obtuvo el estatus de asentamiento de tipo urbano en 1938. 
Durante la Segunda Guerra Mundial, Márinka estuvo ocupada por las tropas alemanas desde el 19 de octubre de 1941 hasta el 9 de septiembre de 1943, día en que fue liberada por el Ejército Rojo. La comunidad judía de la ciudad fue asesinada en una ejecución masiva llevada a cabo por un Einsatzkommando.
En los años posteriores a la guerra, se construyeron varias empresas industriales y se construyó un embalse. Márinka recibió en 1977 el título de ciudad.

### SigloXXI
A partir de mediados de abril de 2014, con el comienzo de la guerra del Dombás, los paramilitares prorrusos capturaron varias ciudades en el óblast de Donetsk, incluida Márinka. El 5 de agosto de 2014, las fuerzas ucranianas recuperaron el control de Márinka. Las fuerzas ucranianas involucradas en la reconquista incluyeron el batallón Azov, cuya bandera ondeó en la ciudad a principios de agosto. Un miembro del grupo con ciudadanía rusa murió en combate durante la batalla por la ciudad. Otros catorce miembros de Azov resultaron heridos, nueve de ellos por la explosión de su tanque debido a una mina antitanque.La ciudad fue bombardeada periódicamente y las tropas ucranianas respondieron al fuego. Los combatientes prorrusos acusaron a las tropas ucranianas de utilizar sus posiciones en Márinka para bombardear Donetsk, controlada por militantes prorrusos, afirmación negada por el ejército ucraniano.
El 3 de junio de 2015, la violencia volvió a la zona cuando los combatientes prorrusos lanzaron una ofensiva contra la ciudad con 1.000 combatientes, tanques y artillería pesada con el pretexto de que estaban adoptando medidas defensivas en respuesta a un ataque del ejército ucraniano. Para entonces, la ciudad ya había sido devastada por meses de intensos combates. Según la BBC, los combates fueron los más intensos de la guerra del Dombás desde que se firmara Minsk II el 11 de febrero de 2015. A primera hora de la tarde del 3 de junio, el ministro de Defensa de la República Popular de Donetsk, Vladímir Kónonov, y el ejército ucraniano confirmaron a la OSCE que Marinka estaba bajo control ucraniano. Según cifras de la OSCE, 28 personas, entre ellas 9 civiles, murieron en Marinka el 3 de junio de 2015.Tres personas murieron cerca de un puesto de control el 10 de febrero de 2016 cuando un minibús, que evitaba una cola, se desplazó por la carretera y chocó contra una mina terrestre. El conductor había ignorado las señales de advertencia de minas terrestres.
Hasta el 18 de julio de 2020, Márinka fue el centro del raión homónimo. El raión fue abolido en julio de 2020 como parte de la reforma administrativa de Ucrania, que redujo el número de raiones del óblast de Donetsk a ocho. El territorio del raión de Márinka se fusionó con el raión de Pokrovsk.
Tras el comienzo de la invasión rusa de Ucrania en febrero de 2022, la ciudad se convirtió en un enclave estratégico para el ejército ucraniano por su proximidad a Donetsk y por sus fortificaciones. Antes de la invasión rusa, la ciudad contaba con diez mil habitantes. Tras un año de bombardeos rusos, la ciudad ha resultado ampliamente destruida y únicamente soldados ucranianos permanecen en ella.Un periodista comparó a Marinka en enero de 2023 con un «infierno urbano", ya que durante la batalla, los edificios fueron destruidos a propósito para evitar que sirvieran de cobertura. El 1 de diciembre de 2023, las tropas rusas afirmaron que habían conquistado completamente la ciudad, después de 20 meses de intensos combates, aunque esas afirmaciones fueron posteriormente desestimadas por las autoridades ucranianas que alegaban que todavía hay presencia ucraniana en la ciudad.  El 26 de diciembre, el Estado Mayor de las Fuerzas Armadas de Ucrania confirmó la toma por parte de las fuerzas rusas de la ciudad. Según el comandante en jefe de las Fuerzas Armadas, Valeri Zaluzhnyi, las tropas ucranianas han preparado una nueva línea defensiva a las afueras de la ciudad.

## Demografía
La evolución de la población de Márinka entre 1859 y 2022 fue la siguiente:
| 1316                                                          | 2287 | 7883 | 9347 | 10 135 | 10 944 | 10 722 | 9978 | 9913 | 8347 | 8125 | 9089 |
| (Fuente: Cities & Towns of Ukraine y UKRAINE: Größere Städte) |      |      |      |        |        |        |      |      |      |      |      |

Según el censo de 2001, la lengua materna de la mayoría de los habitantes, el 70,11%, es el ucraniano; del 28,93% es el ruso.

## Economía
En la ciudad se destacan la industria láctea y otras industrias de alimentos.

## Infraestructura

### Transporte
Márinka se encuentra en la autopista N15 (Zaporiyia-Donetsk).

## Galería

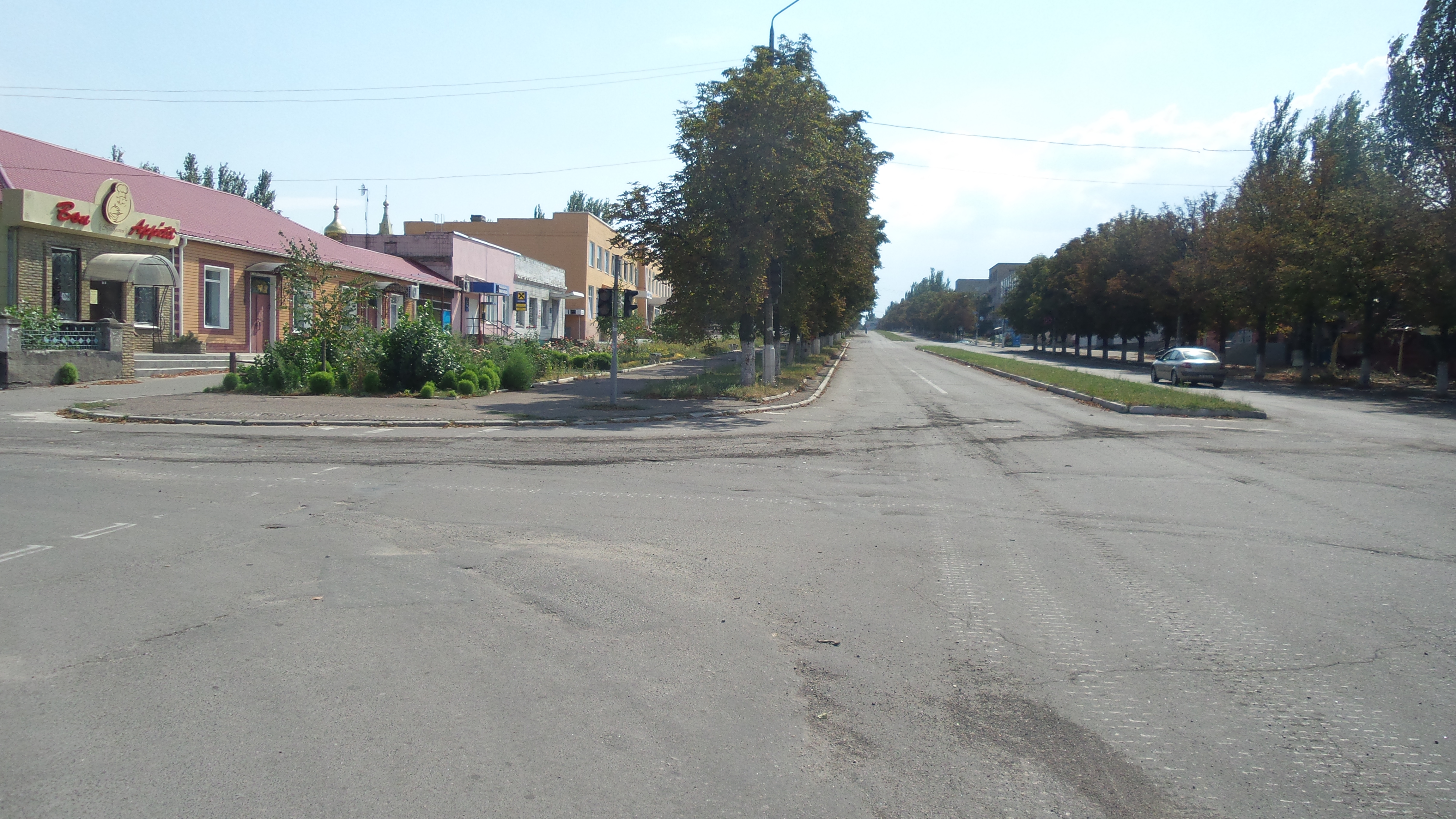
Centro de Márinka
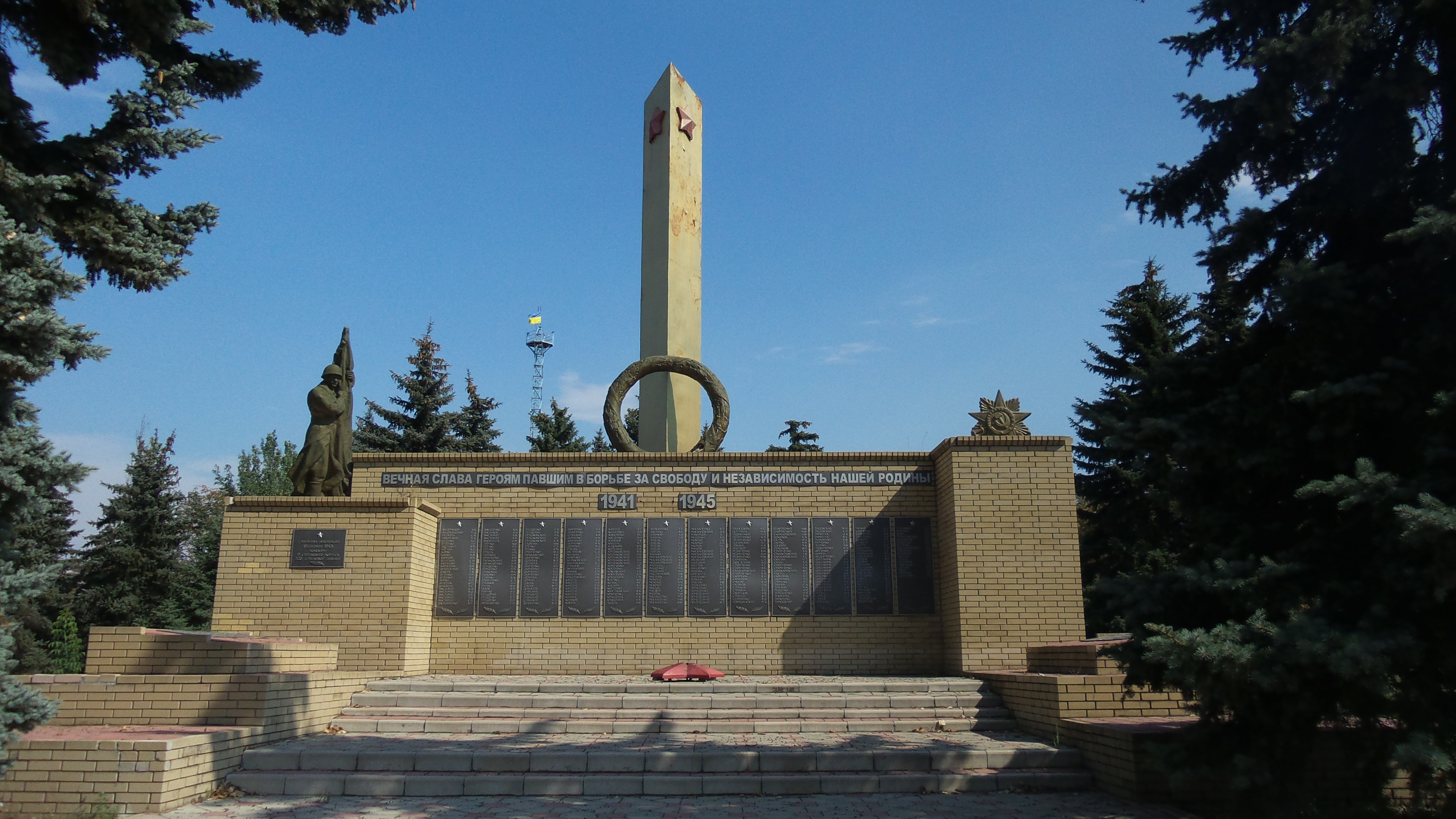
Memorial de la Segunda Guerra Mundial
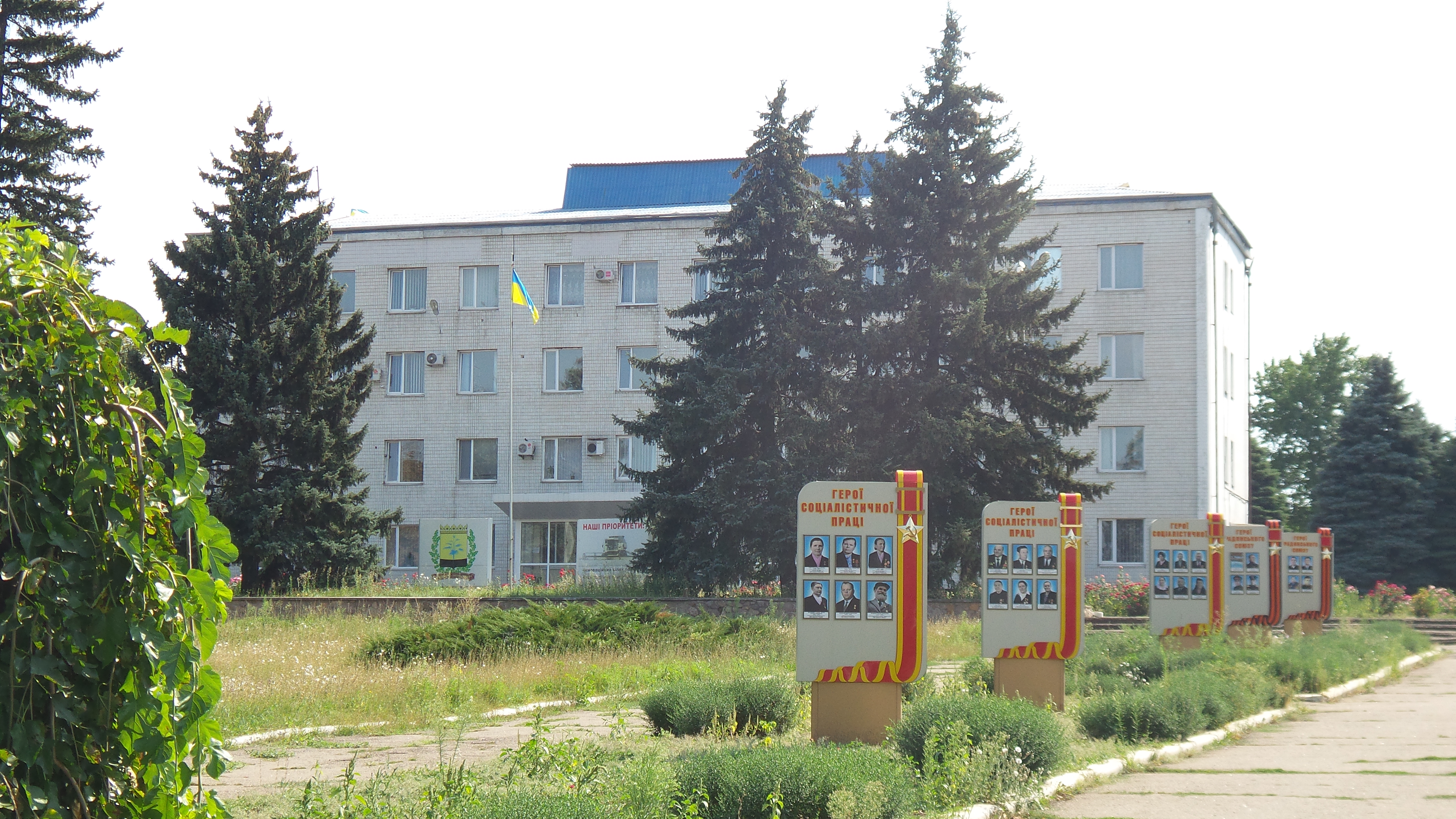
Edificio administrativo de Márinka